# ماكس روبرت
ماكس روبرت (بالفرنسية: Max Robert)‏ (ولد في 9 يونيو 1967 في نانت في فرنسا)، هو متزلج جماعي فرنسي تنافس خلال تسعينيات القرن العشرين. فاز روبرت بميدالية برونزية في مسابقة خاضها أربعة منافسين ذكور (متعادلًا مع بريطانيا العظمى) في الألعاب الأولمبية الشتوية التي عُقدت في مدينة ناغانو اليابانية عام 1998. كما فاز روبرت بميدالية ذهبية في مسابقة خاضها أربعة منافسين ذكور في المسابقة الدولية للاتحاد الدولي للزلاجات والهيكل العظمي التي عُقدت في كورتينا دامبيدزو في عام 1999.

## وصلات خارجية
- ماكس روبرت على موقع أوليمبيديا (الإنجليزية)